# Grammy Award al miglior assolo strumentale di musica classica
Il Grammy Award al miglior assolo strumentale classico (Grammy Award for Best Classical Instrumental Solo) è un premio assegnato a partire dal 2012 all'annuale cerimonia dei Grammy Awards. Viene assegnato all'esecutore e all'eventuale direttore d'orchestra della miglior interpretazione solistica strumentale di musica classica dell'anno.
Unisce le vecchie categorie miglior interpretazione solista di musica classica (con orchestra) e miglior interpretazione strumentale solista (senza orchestra).
La ristrutturazione di queste categorie è stata adoperata da Recording Academy's con l'intento di diminuire la lista dei premi e delle categorie.

## Vincitori e candidati

### Anni 2020
- 2024[2][3]
  - The American Project – Yuja Wang
  - John Luther Adams: Darkness and Scattered Light – Robert Black
  - Akiho: Cylinders – Andy Akiho
  - Difficult Grace – Seth Parker Woods
  - Of Love – Curtis Stewart

- 2025[4]
  - Bach: Goldberg Variations – Víkingur Ólafsson
  - Akiho: Longing – Andy Akiho
  - Eastman: The Holy Presence of Joan D’Arc – Seth Parker Woods; Christopher Rountree, direttore d'orchestra (Wild Up)
  - Entourer – Mak Grgić (Ensemble Dissonance)
  - Perry: Concerto for Violin & Orchestra – Curtis Stewart; James Blachly, direttore d'orchestra (Experiential Orchestra)
  - Beyond the Years - Unpublished Songs of Florence Price – Karen Slack, solista; Michelle Cann, pianista